# シャルル・ド・クーロン
シャルル＝オーギュスタン・ド・クーロン（Charles-Augustin de Coulomb、 1736年6月14日 - 1806年8月23日）はフランス・アングレーム出身の物理学者・土木技術者。彼が発明したねじり天秤を用いて帯電した物体間に働く力を測定し、クーロンの法則を発見した。電荷の単位「クーロン」は彼の名にちなむ。

## 生涯
クーロンはフランス・アングレームの裕福な家庭に生まれた。父アンリ・クーロン(Henri Coulomb)はモンペリエの役人であり、母Catherine Bajetは羊毛交易で財を成した名家の出であった。
少年時代、一家はパリに移住し、パリの名門校Collège des Quatre-Nationsにて学んだ。そこでPierre Charles Monnierの数学の授業を受けたことにより、数学および数学に関連した分野に進むことを決意した。1757年から1759年にかけてモンペリエにある父方の実家に滞在し、市アカデミーでの仕事に従事した。市アカデミーでは数学者のAugustin Danyzyに師事し、数学の教育を受けた。1759年、父親の同意を得て、メジエールの陸軍士官学校入学の受験勉強のためパリに戻った。
1761年に陸軍士官学校を卒業し、イギリス沿岸の地形図作成のための測量に参加した。1764年、 マルティニーク島への転属を命じられ、ブルボン城塞の建設に従事した。七年戦争終結後の当時、マルティニーク島のフランス植民地は英領とスペイン領に挟まれ、孤立を余儀なくされていた。
マルティニーク島ではブルボン城塞建設の監督に8年間従事し、この間に石造建築の耐久性や支持構造物の振る舞いに関する実験を行った。これらの実験は、ピーター・ヴァン・マッシェンブレーケ（オランダの科学者、ライデン瓶を発明）の摩擦理論にヒントを得たものであった。
マルティニーク島の風土病で体をこわし、帰国。その後、大尉としてラ・ロシェル、大西洋の小島Isle of Aix、シェルブールの任地を歴任した。彼は、電荷の間に働く力は距離の2乗に反比例していることを発見した。彼にちなんで、この法則はクーロンの法則と呼ばれるようになった。また、1773年には土圧理論を提唱。クーロン土圧は、現在でも土木工学・土質工学系の分野で一般的に用いられている。
1774年には科学アカデミーの通信会員となり、1777年、磁気コンパスの研究により科学アカデミーの懸賞第一位に。1781年、摩擦の研究により再び懸賞第一位を獲得した。同年、科学アカデミー会員に選出された。
1781年、最終任地としてパリに配属。1789年、フランス革命の勃発にともない辞職し、ブロワにて隠遁生活に入った。その後、革命政府による新しい度量衡の制定のためパリに呼び戻された。1801年、フランス学士院会長。1802年、社会教育長官。その頃すでに彼の健康状態は悪化しており、4年後の1806年、パリにて死去。

## 研究
クーロンは力学と電磁気学の分野において特筆すべき貢献をした。1779年、摩擦力の法則に関する論文「部品間の摩擦とロープの張力を考慮した単純な機械に関する理論」(Théorie des machines simples, en ayant égard au frottement de leurs parties et à la roideur des cordages)を出版した。これはクーロンの摩擦法則、あるいはアモントン-クーロンの摩擦法則として知られている。
1784年、「金属線のねじれと弾性に関する理論的研究および実験」("Recherches théoriques et expérimentales sur la force de torsion et sur l'élasticité des fils de metal")を発表した。この論文では、幾つかの異なる形式のねじれ秤について述べている。
クーロンは物体の表面における電荷分布を帯びた2つの小球の間にはたらく引力および斥力を、彼が発明したねじれ秤を用いて実験的に測定し、クーロンの法則を確立した。また、磁気についても同様の法則が成り立つことを明らかにした。
1785年、電磁気に関する3報の論文を発表した。
- Premier Mémoire sur l’Électricité et le Magnétisme （電気と磁気に関する第一論文）[2]：ねじれ秤のねじれる角度が外力に比例するという性質を用いて、電荷間にはたらく力を測定する方法を示し、同じ電荷を有する2つの物体間に働く力に関する法則を実験的に決定した。
- Second Mémoire sur l’Électricité et le Magnétisme（電気と磁気に関する第二論文） [3]：磁気流体と電気流体(the Magnetic and the Electric fluids)の振舞う法則により、反発力が生じるか引力が生じるかを決定した。
- Troisième Mémoire sur l’Électricité et le Magnétisme（電気と磁気に関する第三論文） [4]：湿度の低い空気や、帯電量が多いもしくは少ない支持体に触れることにより、孤立した物体が一定時間後に失う電気の量について述べた。“

その後も、4報の論文を発表した。
- Quatrième Mémoire（第四論文）：電気流体の2つの基本的な性質を提示した。1番目の性質は「この流体は、化学親和力(chemical affinity)や電気的な引力によって、物体内に広がることはないが、2つの物体を接触させることにより、これらの異なる物体間で分割される。」というものである。2番目の性質は「電気伝導体において、安定状態にある電気流体は物体の表面にとどまり内部には浸透しない。」というものである。(1786年)
- Cinquième Mémoire （第五論文）：2つの電気伝導体を接触させることにより分割される電気流体の振る舞いと、この物体表面における電気流体の分布について(1787年)
- Sixième Mémoire（第六論文）：いくつかの電気伝導体における電気流体の分布に関する研究の続報と、これらの物体表面の異なる点における電気密度の決定(1788年)
- Septième Mémoire.（第七論文）：磁気に関して(1789年)

イギリスのヘンリー・キャヴェンディッシュ（1731年 - 1810年）もクーロンの法則を独立に発見していたが、生前にその発見を公開していなかったため、発見者の栄誉はクーロンに与えられた。
クーロンは電荷間や磁極間に生じる引力および反発力についての法則を論じたが、電気と磁気との間にある関係を見出さなかった。彼は、電気と磁気は、それぞれ異なる種類の流体によって引力や反発力が生じるものと考えていた。